# Shiori Mikami
Shiori Mikami (jap. 三上 枝織 Mikami Shiori;  ur. 6 stycznia 1989 w Prefekturze Aomori) – japońska aktorka głosowa pracująca dla Aoni Production. 3 marca 2012 roku otrzymała nagrodę za najlepsze objawienie wśród aktorek na Szóstym Seiyū Awards. Nagroda ta jest przyznawana dla znaczących występów aktorek, które zadebiutowały w ciągu ostatnich pięciu lat.

## Role głosowe w anime
- Atak Tytanów – Historia Reiss
- Btooom! – Miho
- Bunny Drop – Matka w pociągu (odc. 5)
- Digimon Fusion – Kokomon
- Hyōka – dziecko (odc. 7); Kanda (odc. 1); Library Staff Nakamura (odc. 18); Manga Club Member Iizuka (odc. 15-16); Manga Club Member Mori (odc. 12-13); Sayama (odc. 6); uczennica (odc. 17); pogodynka (odc.11.5)
- Inari Kon Kon – Ōmiyanome no Kami
- Inu X Boku Secret Service – dziewczyna (odc. 1); dziewczyna 1 (odc. 6)
- Ixion Saga DT – Księżniczka Ecarlate
- Masumi Nishino w:
  - Kämpfer
  - Kämpfer für die Liebe
- Jii-san baa-san wakagaeru – Mino Saitō[3]
- Melancholia Haruhi Suzumiyi – dziewczyna A (odc. 20)
- Momo Kyun Sword – Ringo
- Nōgyō Musume! – Hikari Koshino
- Nyaruko: Crawling with Love! – Gutatan
- One Piece – Ally
- Oreshura – Yoshie Tanaka (odc. 8)
- Phi-Brain - Puzzle of God – sprzedawca (odc. 24)
- Mondaiji-tachi ga isekai kara kuru sō desu yo? – Lily
- Pupa – młoda Yūhei Arita
- Sacred Seven – Shiori
- Saki – Yōko Kadomatsu
- Sankarea: Undying Love – kolega z klasy A (odc. 2); Heren Shino (odc. 4-5)
- Shining Hearts – Airy
- Shugo Chara!! Doki – dziecko (odc. 66); dziewczyna (odc. 71); Tsukushi (odc. 94)
- Skip Beat! – student szkoły podstawowej (odc. 10); Żeński Talent (odc. 5)
- Softenni – Sprzedawczyni w sklepie (odc. 4)
- Sword Art Online – Mina (odc. 11-12)
- Tamako Market – Yūko Kisaragi (odc. 10)
- Wizard Barristers: Benmashi Cecil – Kaede (odc. 7-8)
- Yuruyuri - Happy Go Lily – Akari Akaza

## Nagrody
- Seiyū Awards Nagroda za najlepsze objawienie wśród aktorek (2012)